# Michael Gannon
Michael V. Gannon (Fort Sill, Oklahoma, 1927. április 28. – Gainesville, Florida, 2017. április 11.) amerikai hadtörténész, haditudósító, akadémikus, volt pap. Oklahomában született egy katonacsalád sarjaként. Édesapja 1939-es halálát követően Washingtonból Floridába költözött. Középiskolai tanulmányait St. Augustine-ben végezte, élete nagyját Floridában élte le, ahol 89 évesen álmában halt meg.

## Élete
A második világháború alatt az American Field Service tagja volt, az 1950-es években európai katonai témákban mozgott. Gannon kezdetben a Catholic University of America-n tanult, majd teológiát tanult a University of Louvain Belgiumban. 1959-ben szentelték pappá és doktori címet szerzett történelemből a Floridai Egyetemen 1962-ben. 1968-ban az America nevű katolikus magazin haditudósítója volt a vietnámi háborúban. 1974-től 38 éven keresztül a Floridai Egyetemen tanított. 1976-ban otthagyta a papságot és később feleségül vette Genevieve Haugen-t.
Egyik legismertebb munkája, az 1990-ben megjelent Operation Drumbeat (alcíme The dramatic true story of Germany's first u-boat attacks along the American coast in World War II). Habár nagyrészt egy drámai történetként írta meg, Gannon alapos kutatásokat végzett a témában és beutazta Európát, hogy beszélhessen a túlélőkkel. A mű megörökíti az U-123 német tengeralattjáró és kapitánya, Reinhard Hardegen hajóútját a keleti partvidéknél 1942 januárjában és elemzi az atlanti csata 1942 januárja–augusztusa között zajló, úgynevezett második boldog időszakban (angolul: Second Happy Time) az amerikai hadiflotta által elszenvedett jelentős károk mögött álló tényezőket.
Gannon továbbá ismert volt, mint a spanyol kolonizáció történelmének kutatója. Több kitüntetés mellett I. János Károly spanyol király a Katolikus Izabella-rend Knight Commander fokozatát adományozta neki.

## Publikációi
- Pearl Harbor Betrayed
- Black May. New York: HarperCollins (1998). ISBN 0060178191
- Operation Drumbeat : the dramatic true story of Germany's first U-boat attacks along the American coast in World War II. New York: Harper & Row (1990). ISBN 0060161558
- Florida: A Short History
- The Cross in the Sand: The Early Catholic Church in Florida, 1513-1870
- Secret Missions
- Rebel Bishop: Augustin Verot, Florida's Civil War Prelate
- Florida's Menendez: Captain General of the Ocean Sea

## Fordítás
- Ez a szócikk részben vagy egészben  a   Michael Gannon (historian) című angol Wikipédia-szócikk ezen változatának fordításán alapul.  Az eredeti cikk szerkesztőit annak laptörténete sorolja fel. Ez a jelzés csupán a megfogalmazás eredetét és a szerzői jogokat jelzi, nem szolgál a cikkben szereplő információk forrásmegjelöléseként.